# Hagby, Skuttunge socken
Hagby är en småort i Skuttunge socken i Uppsala kommun belägen cirka 4 km sydväst om Björklinge.
Hagby omtalas i skriftliga handlingar första gången 1316, då tre landbor i Hagby, lydande under sjätte kanonikatet vid Uppsala domkyrka, upptas i förteckningen av vad hertig Valdemar uppburit av kyrkogodsen i Tiundaland.  1541-69 omfattar byn tre färlsehemman och ett kyrkohemman (senare halvt), kyrkohemmanet blir senare Skuttunge klockarboställe.